# Józef Zawadzki (1818–1886)
Józef Zawadzki (ros. Иосиф Иосифович Завадский) (ur. 11 listopada 1818 w Wilnie, zm. 26 marca 1886 w Kijowie) − polski wydawca i drukarz, publicysta, założyciel Towarzystwa Polskiego w Kijowie i Giełdy Miejskiej, prezydent Kijowa w latach 1860–1863.

## Życiorys
Pochodził ze znanej rodziny drukarzy i wydawców działających w Wilnie i Warszawie, był synem Józefa Zawadzkiego, bratem Adama i Feliksa. Ukończył gimnazjum w Wilnie, po czym rozpoczął praktyki u ojca. 
W 1839 zamieszkał w Kijowie, gdzie założył zakład typograficzny i litograficzny. Od 1862 do 1865 był licencjonowanym drukarzem Uniwersytetu Świętego Włodzimierza. Jako wydawca współpracował ze znanym zakładem fotograficznym Włodzimierza Wysockiego. 
Pełniąc urząd prezydenta Kijowa w latach osiemdziesiątych XIX wieku, zasłynął założeniem Giełdy Miejskiej. Aktywnie udzielał się w życiu polskiej mniejszości w Kijowie – był współtwórcą Towarzystwa Polskiego. Został pochowany na cmentarzu Bajkowa w Kijowie, w jego katolickiej części.